# آبه شینتارو
شینتارو آبه (انگلیسی: Shintaro Abe) (۲۹ آوریل ۱۹۲۴ – ۱۵ مه ۱۹۹۱) سیاست‌مدار ژاپنی و وزیر امور خارجه این کشور بین ۲۷ نوامیر ۱۹۸۲ تا ۲۲ ژوئن ۱۹۸۶ بود. پسر وی شینزو آبه نیز نخست‌وزیر ژاپن طی سال‌های ۲۰۱۲ تا ۲۸ اوت ۲۰۲۰ بود.
شینتارو آبه در سال ۱۳۶۲ ه‍.ش در زمانی که وزیر امور خارجه ژاپن بود، برای میانجیگری بین ایران و عراق برای پایان جنگ هشت ساله به تهران سفر کرد. پسرش شینزو نیز در این سفر همراه او بود.